# Richard Farnes
Richard Farnes (* 1964) ist ein britischer Dirigent.

## Leben

### Ausbildung
Farnes war Chorsänger am King’s College in Cambridge, bevor er 1977 als Student der Musikwissenschaften an das Eton College ging. 1983 kehrte er als Orgel-Stipendiat ans Kings College zurück und studierte anschließend an der Royal Academy of Music, der Guildhall School of Music and Drama und beim National Opera Studio in London.

### Karriere
Während seiner beruflichen Karriere hat Farnes unter anderem Opern am Royal Opera House und der English National Opera in London, der Scottish Opera in Glasgow, der English Touring Opera, der Glyndebourne Festival Opera und der Glyndebourne on Tour dirigiert. Außerdem leitete er das Royal Scottish National Orchestra in Glasgow, das Scottish Chamber Orchestra in Edinburgh und hat das London Symphony Orchestra, BBC Philharmonic, BBC Scottish Symphony Orchestra, Royal Liverpool Philharmonic Orchestra, Russian National Orchestra und Royal Northern Sinfonia dirigiert. Sein Debüt am Royal Opera House hatte Farnes 2002 mit Simon Boccanegra von Giuseppe Verdi.
Im Jahr 2004 löste er Steven Sloane als Musikdirektor der Opera North in Leeds ab. Für dieses Opernhaus hatte er zuvor schon die Opern Il matrimonio segreto von Domenico Cimarosa, Le nozze di Figaro von Wolfgang Amadeus Mozart, Giovanna d’Arco  und La traviata von Giuseppe Verdi, Eugen Onegin von Pjotr Iljitsch Tschaikowski, Gloriana von Benjamin Britten und Tosca von Giacomo Puccini sowie die Uraufführung von The Nightingale’s to Blame von Simon Holt dirigiert.
Zu den Opern, die er seit seiner Ernennung zum Musikdirektor geleitet hat, gehören Le nozze di Figaro und Don Giovanni von Wolfgang Amadeus Mozart, La rondine, La bohème und La fanciulla del West von Giacomo Puccini, Salome von Richard Strauss, Falstaff, Giovanna d’Arco, La traviata, Don Carlos, Otello und Macbeth von Giuseppe Verdi, Katja Kabanowa und Aus einem Totenhaus von Leoš Janáček, Der fliegende Holländer von Richard Wagner, Eugen Onegin und Pique Dame von Pjotr Iljitsch Tschaikowski, Manon und Werther von Jules Massenet, The Nightingale’s to Blame von Simon Holt, Il matrimonio segreto von Domenico Cimarosa, die Weltpremiere von David Sawers Oper Skin Deep sowie Gloriana, The Turn of the Screw, Albert Herring, Death in Venice und der preisgekrönte Peter Grimes von Benjamin Britten. Viel beachtet war außerdem die Inszenierung des kompletten Opernzyklus Der Ring des Nibelungen von Richard Wagner. Der Ring-Zyklus wurde 2016 in Leeds, Salford, Nottingham, Gateshead und London aufgeführt und gewann 2017 den „Conductor of the Year Award“ der Royal Philharmonic Society.
Nach der Saison 2015/2016 hat Farnes seinen Posten als Musikdirektor bei der Opera North an Aleksandar Markovic abgetreten.
Die Opernsaison 2016/2017 führte ihn als Dirigent mit Il trovatore wieder ans Royal Opera House und mit La traviata zur Glyndebourne Festival Opera. In der Opernsaison 2017/2018 dirigierte er Verdis Falstaff an der Garsington Opera, Verdis Un ballo in maschera bei der Opera North und Ein deutsches Requiem von Johannes Brahms bei den BBC Proms. 
Weitere Engagements führten Richard Farnes seitdem an die Metropolitan Opera, ans Royal Opera House, an die Garsington Opera und zur English National Opera. 2022 wurde er wieder für die Opera North tätig, um halbszenische Aufführungen von Richard Wagners Parsifal in verschiedenen britischen Städten zu dirigieren.

## Auszeichnungen
- 2014: Gewinner des UK Theatre Awards „Achievement in Opera“[2]
- 2017: Gewinner des Royal Philharmonic Society Conductor of the Year Award[1]

## Aufnahmen (Auswahl)
- Herzog Blaubarts Burg (Chandos), mit John Tomlinson, Sally Burgess und dem Orchester der Opera North[7]
- Benjamin Britten, The Turn of the Screw (LSO), mit Andrew Kennedy, Sally Matthews, Catherine Wyn-Rogers und dem London Symphony Orchestra[8]